# Moggridgea loistata
Moggridgea loistata is een spinnensoort in de taxonomische indeling van de Migidae.
Het dier behoort tot het geslacht Moggridgea. De wetenschappelijke naam van de soort werd voor het eerst geldig gepubliceerd in 1987 door C. E. Griswold.